# Malachi Murch
Malachi Murch (* 4. Januar 1995 in Stirling) ist ein australischer Volleyballspieler.

## Karriere
Murch begann seine Karriere an der Heathfield High School. In der Saison 2016/17 spielte er beim niederländischen Verein Arbo Rotterdam. Mit der australischen Nationalmannschaft nahm der Außenangreifer 2017 an der Universiade und der Volleyball-Asienmeisterschaft teil. Danach absolvierte er eine Saison in der heimischen Liga bei Canberra Heat. Von 2018 bis 2020 spielte er in Dänemark für Nordenskov UIF. 2020 wurde er vom finnischen Verein Savo Volley verpflichtet. In der Saison 2021/22 war er beim deutschen Zweitligisten FT 1844 Freiburg aktiv. Von dort wechselte er anschließend zum Erstligisten Netzhoppers Königs Wusterhausen verpflichtet.
Murch spielte auch einige Nachwuchsturniere im Beachvolleyball.